# Kočský potok
Kočský potok je vodní tok v Pardubickém kraji. Pramení jihovýchodně od obce Kočí. V obci Úhřetice se vlévá do řeky Novohradky.

## Tok
Od prameniště je potok veden pod zemí až na konec obce Kočí. Za obcí je již patrný, krátce před křížením se silnicí III. tř. 34035 jej napájí bezejmenný potok směrem od obce Topol.
Tento bezejmenný potok pramení jihovýchodním směrem od Topolu v bujném porostu, mj. tento pramen, zvaný Topolák, dříve napájel vodou nedaleké město Chrudim.
V Úhřeticích je nad tokem potoka vedena železniční trať z Chrudimi do Moravan, za obcí se vlévá do řeky Novohradky.